# الصليب الأحمر في بنين
جمعية الصليب الأحمر في بنين (بالفرنسية:Croix-Rouge béninoise) ، أسست الجمعية سنة 1963م ، وتقع مقرها الرئيسي في عاصمة جمهورية بنين بورتو نوفو.

## وصلات خارجية
- Red Crescent Society of BeninProfile
- Official Red Cross Web Site
- عنوان جمعية الصليب الأحمر في جمهورية بنين.